# 何塞·克雷斯波 (赛艇运动员)
何塞·克雷斯波（西班牙語：José Crespo，1962年12月4日—），西班牙男子赛艇运动员。他曾代表西班牙参加世界赛艇锦标赛，获得一枚金牌和二枚铜牌，均来自男子轻量级八人单桨有舵手项目。